# أمين شكرولي
أمين شكرولي (من مواليد 1964) هو عالم رياضيات إيراني عمل على مجموعة متنوعة من الموضوعات بما في ذلك نظرية الترميز ونظرية التعقيد الجبري. يشتهر بعمله في فك التشفير التكراري للرموز المعتمدة على الرسم البياني والتي حصل عليها من أجل جائزة معهد مهندسي الكهرباء والإلكترونيات Information Theory Paper Award لعام 2002 (إلى جانب مايكل لوبي ومايكل ميتزنماخر ودانييل سبيلمان، وكذلك توم ريتشاردسون وروديجر أوربانك).وهو أحد مخترعي فئة حديثة من أكواد المحو العملية المعروفة باسم أكواد التورنادو،  والمطور الرئيسي لأكواد رابتور،  التي تنتمي إلى فئة من أكواد المحو التي لا تحمل اسم والمعروفة باسم أكواد النافورة. فيما يتعلق بالعمل على هذه الأكواد، حصل على جائزة IEEE Eric E. Sumner في عام 2007 مع مايكل لوبي «لجسر الرياضيات وتصميم الإنترنت والبث المتنقل وكذلك التوحيد الناجح»  و IEEE Richard W. Hamming الميدالية في عام 2012 مع مايكل لوبي «لتصور وتطوير وتحليل الأكواد العملية التي لا قيمة لها». كما حصل على جائزة أفضل ورقة بحثية لعام 2007 في مجتمع الاتصالات ونظرية المعلومات  وكذلك جائزة مصطفى لعام 2017  عن عمله في أكواد الرابتور.
وهو المخترع الرئيسي لـ Chordal Codes ، وهي فئة جديدة من الرموز المصممة خصيصًا للتواصل على الأسلاك الكهربائية بين الرقائق. في عام 2011 أسس شركة Kandou Bus المخصصة لتسويق مفهوم Chordal Codes. حصل التنفيذ الأول، الذي ينقل البيانات على 8 أسلاك مترابطة وتم تنفيذه خلال 40 نانومتر، على جائزة Jan Van Vessem لأفضل ورقة أوروبية في المؤتمر الدولي للدوائر الصلبة (ISSCC) عام 2014.